# Даніелл (місячний кратер)
Кратер Даніелл (лат. Daniell) — невеликий метеоритний кратер у південно-східній частині Озера Сновидінь на видимому боці Місяця. Назва дана на честь англійського фізика і хіміка Джона Фредеріка Даніелла (1790—1845) та затверджена Міжнародним астрономічним союзом у 1935 році.

## Опис кратера

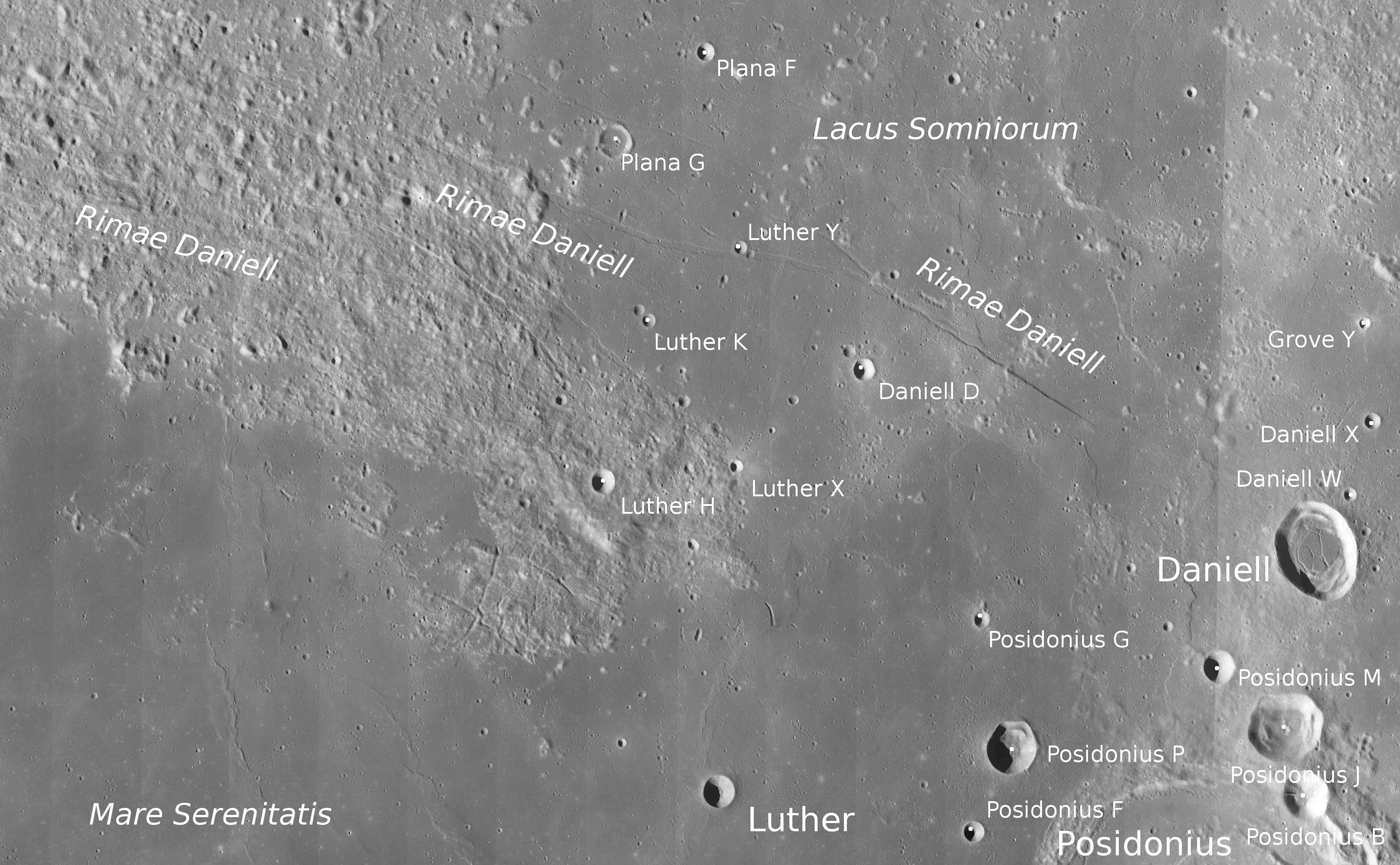
Околиці кратера Даніелл. Світлина зроблена з Lunar Reconnaissance Orbiter

Найближчими сусідами кратера є кратер Плана на північному північному заході, кратер Мейсон на півночі, кратер Гроув на північному північному сході, кратери Галл і Дж. Бонд на південному сході, кратер Посідоній на півдні і кратер Лютер на південному південному заході. На захід від кратера простягається Море Ясності, на північному заході знаходяться Борозни Даніелла, на півночі Озеро Смерті, на південний схід Борозна Дж. Бонда. Селенографічні координати центра кратера 35°25′ пн. ш. 31°10′ сх. д. / 35.42° пн. ш. 31.16° сх. д., діаметр 28,2 км, глибина 1,9 км.
Кратер має еліптичну форму з великою віссю орієнтованою на північний північно-західний напрям і практично не зазнав руйнувань. Вал кратера з гострою крайкою та вузьким крутим внутрішнім схилом, на північному північно-західному та південному південно-західному краях має сліди терасоподібдної структури. У південній частині вала біля підніжжя внутрішнього схилу видно сліди обвалювання. Висота вала над навколишньою місцевістю сягає 900 м. Дно чаші кратера є порівняно рівним, відзначене мережею борозен, центральний пік відсутній, альбедо дна чаші нижче ніє у навколишньої місцевості. Об'єм кратера становить приблизно 570 км³.

## Сателітні кратери
| Даніелл | Координати                                                | Діаметр, км |
| ------- | --------------------------------------------------------- | ----------- |
| D       | 37°03′ пн. ш. 25°51′ сх. д. / 37.05° пн. ш. 25.85° сх. д. | 5,8         |
| W       | 35°56′ пн. ш. 31°33′ сх. д. / 35.93° пн. ш. 31.55° сх. д. | 3,6         |
| X       | 36°36′ пн. ш. 31°49′ сх. д. / 36.6° пн. ш. 31.81° сх. д.  | 4,4         |

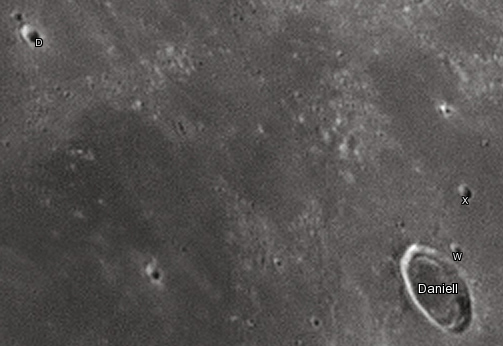
Фото, зроблене Девідом Кемпбеллом

- Сателітний кратер Даніелл D включено до списку кратерів з яскравою системою променів Асоціації місячної та планетарної астрономії (ALPO)[5].

## Галерея

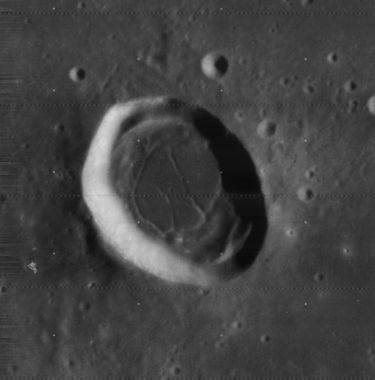
Світлина, отримана із зонда Lunar Orbiter 4.